# Vegaviidae
I Vegaviidae sono una famiglia basale di uccelli anserimorphi vissuti nel Cretaceo superiore-Paleocene inferiore, circa 70-61.6 milioni di anni fa (Maastrichtiano-Daniano), i cui fossili sono stati ritrovati in Cile, Nuova Zelanda e Antartide. Precedentemente i generi Neogaeornis e Polarornis furono classificati come parenti primitivi delle strolaghe, basandosi sulla somiglianza nell'anatomia della struttura delle zampe posteriori. Tuttavia, tale classificazione venne messa in dubbio poiché il materiale fossile proveniente dall'Antartide mancava di alcune caratteristiche distintive delle strolaghe.
Nel 2017, Agnolín e colleghi hanno eseguito un'analisi filogenetica di questi generi, inserendo inoltre i generi Australornis e Vegavis, di cui quest'ultimo è stato ritrovato un esemplare più completo. Ciò ha permesso alla squadra di fare confronti anatomici tra questi generi. La loro analisi ha permesso di identificare una famiglia di uccelli che mostrano speciali adattamenti alle immersioni, classificando questa nuova famiglia come sister taxon di Anseriformes. Questa è la prova che alcune famiglie di uccelli moderni hanno attraversato il limite K-T senza essere influenzati dall'evento di estinzione verificatosi. Gli autori hanno anche affermato che questa è un'ulteriore prova che il Gondwana ha avuto un ruolo importante nell'evoluzione degli uccelli moderni. In un altro documento del 2017, di Worthy et al., che si concentra sull'evoluzione e sulle relazioni filogenetiche dei galloanserae giganti, gli autori hanno proposto uno scenario alternativo che vede i vegaviidi come sister taxon di Gastornithiformes (in cui gli autori hanno incluso i gastornithidi e i dromornithidi). Tuttavia questa classificazione è poco supportata.
|  | † Dromornithidae                                              |
|  |                                                               |
|  | \| \| † Vegaviidae \| \| \| \| \| \| Anseriformes \| \| \| \| |
|  |                                                               |
|  | † Vegaviidae                                                  |
|  |                                                               |
|  | Anseriformes                                                  |
|  |                                                               |

|  | † Vegaviidae |
|  |              |
|  | Anseriformes |
|  |              |

|  | † Dromornithidae                                              |
|  |                                                               |
|  | \| \| † Vegaviidae \| \| \| \| \| \| Anseriformes \| \| \| \| |
|  |                                                               |
|  | † Vegaviidae                                                  |
|  |                                                               |
|  | Anseriformes                                                  |
|  |                                                               |

|  | † Vegaviidae |
|  |              |
|  | Anseriformes |
|  |              |

|  | † Dromornithidae                                              |
|  |                                                               |
|  | \| \| † Vegaviidae \| \| \| \| \| \| Anseriformes \| \| \| \| |
|  |                                                               |
|  | † Vegaviidae                                                  |
|  |                                                               |
|  | Anseriformes                                                  |
|  |                                                               |

|  | † Vegaviidae |
|  |              |
|  | Anseriformes |
|  |              |

|  | † Dromornithidae                                              |
|  |                                                               |
|  | \| \| † Vegaviidae \| \| \| \| \| \| Anseriformes \| \| \| \| |
|  |                                                               |
|  | † Vegaviidae                                                  |
|  |                                                               |
|  | Anseriformes                                                  |
|  |                                                               |

|  | † Vegaviidae |
|  |              |
|  | Anseriformes |
|  |              |